# فرنك مارلين
فرنك مارلين هو سياسي فرنسي، ولد في 30 سبتمبر 1964 في أورليان في فرنسا. نشط حزبياً في التجمع من أجل الجمهورية والاتحاد من أجل حركة شعبية.

## مناصب
- انتخب  خلال فترته النيابية ‏ (28 يونيو 2020 – ).
- انتخب نائب فرنسي عن دائرة الدائرة الثانية لإيسون [الإنجليزية]‏ وقد انضم خلال فترته النيابية [الإنجليزية]‏ (21 يونيو 2017 – 4 أغسطس 2020) للكتلة البرلمانية Republican Right group [الإنجليزية]‏.
- انتخب نائب فرنسي عن دائرة الدائرة الثانية لإيسون [الإنجليزية]‏ خلال فترته النيابية (20 يونيو 2012 – 20 يونيو 2017).
- انتخب نائب فرنسي عن دائرة الدائرة الثانية لإيسون [الإنجليزية]‏ خلال فترته النيابية [الإنجليزية]‏ (20 يونيو 2007 – 19 يونيو 2012).
- انتخب نائب فرنسي عن دائرة الدائرة الثانية لإيسون [الإنجليزية]‏ خلال فترته النيابية  [لغات أخرى]‏ (19 يونيو 2002 – 19 يونيو 2007).
- انتخب نائب فرنسي عن دائرة الدائرة الثانية لإيسون [الإنجليزية]‏ خلال فترته النيابية  [لغات أخرى]‏ (12 يونيو 1997 – 18 يونيو 2002).
- انتخب عضو المجلس المحلي لإيل دو فرانس ‏.
- انتخب Mayor of Étampes ‏ خلال فترته النيابية ‏ (25 يونيو 1995 – ).
- انتخب نائب فرنسي عن دائرة الدائرة الثانية لإيسون [الإنجليزية]‏ خلال فترته النيابية  [لغات أخرى]‏ (11 ديسمبر 1995 – 21 أبريل 1997).

## وصلات خارجية
- الموقع الرسمي